# 橫紋羊鯻
橫紋羊鯻為輻鰭魚綱鱸形目鱸亞目鯻科的其中一種，分布於大洋洲澳洲淡水底中層水域，為特有種，體長可達18公分，成魚可適應各種環境，從靜止的池塘到快速流動的溪流，偏好沙石底質清澈治混濁的水域，易於適應各種溫度（至40°C），pH（4.5-8.6）和鹽度（淡水至微鹹）條件。屬雜食性，以昆蟲；甲殼類和藻類為食。繁殖期在3至8月育種發生在8月至3月之間，成魚會保護卵，可做為觀賞魚。

## 擴展閱讀
維基物種上的相關：橫紋羊鯻